# Les Annales politiques et littéraires
Pour les articles homonymes, voir Annales (homonymie).
Les Annales politiques et littéraires est une revue française créée en 1883 par le journaliste et écrivain Jules Brisson et disparue en 1971.

## Histoire de la revue

### Fondation de la revue
Fondée le 22 juin 1883 par Jules Brisson (1828-1902) et son fils, Adolphe (1860-1925), Les Annales politiques et littéraires est, comme indiqué sur le premier numéro, une « revue populaire paraissant le dimanche ». Le premier numéro est livré le 1er juillet 1883 et est vendu 15 centimes pour 6 pages. La rédaction comprend aussi Yvonne Sarcey (1869-1950), qui est la fille du fameux critique Francisque Sarcey et qui épouse d'Adolphe, ainsi que Pierre Ginisty qui épouse la fille ainée d'Adolphe Brisson et Yvonne Sarcey en 1910. Elle fonde en 1907, l'université des Annales, qui organise des conférences.
La revue est constituée de textes signés de noms prestigieux du milieu littéraire (Félicien Champsaur, Jules Janin — des « pages oubliées » —, Leconte de Lisle ou Alphonse Daudet dans le premier numéro). Elle publie des œuvres littéraires, mais aussi des chroniques politiques, historiques et artistiques. Les Annales politiques et littéraires connaît rapidement un franc succès, notamment auprès de la bourgeoisie de province.

### Tirage en 1917
En 1917, la revue tirait à près de deux cent mille exemplaires.
En 1919, Pierre Brisson, fils d'Yvonne et d'Adolphe, entre à la revue, dont il prend la direction en 1925 avant de rejoindre celle du Figaro en 1934.
À partir de 1927, la revue devient bimensuelle. De 1934 à 1940, la revue est dirigée par Gérard Bauër. Elle s'interrompt en 1940.
Madeleine Brisson la relance en 1945, de même que le cycle des conférences de l'université.

### En 1950, la revue devient mensuelle
À partir de 1950, la revue devint mensuelle et est combinée avec Conférencia, le journal de l'Université des Annales, sous la direction de Francis Ambrière. Les deux titres apparaissent alors sur la couverture jusqu'en 1953; le titre devint définitivement Les Annales : revue mensuelle des lettres françaises pour s'interrompre en 1971. Elles sont reprises en 1972 dans les colonnes du Figaro, sous le titre de « Les Conférences du Figaro ».
Vers la fin du XIXe siècle, Les Annales reproduisent des illustrations artistiques et ouvrent leurs colonnes à de véritables critiques d'art. En 1912, elle prend part en une à un débat sur les tenants du futurisme. Durant la Première Guerre mondiale, elle fait appel à de nombreux peintres comme Hansi, Lucien Jonas, Paul Thiriat mais aussi à des photographies. Dans les années 1920, ce sont des bois originaux qui sont reproduits en une, avec par exemple des créations de Jean Lébédeff ou André Villeboeuf.

## Quelques couvertures et sommaires

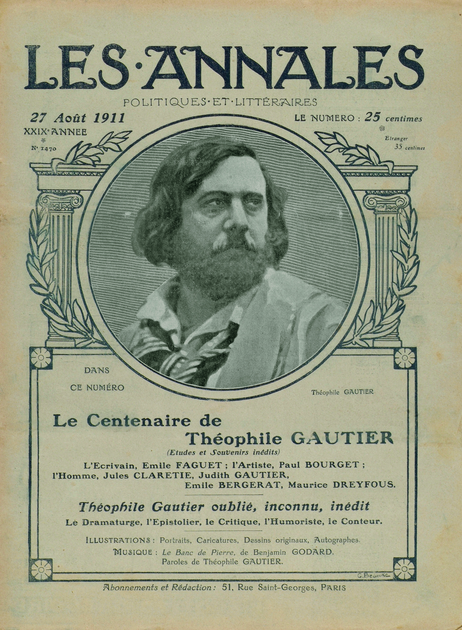
Une du 27 août 1911.
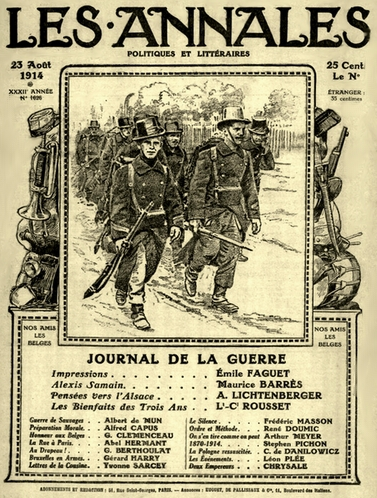
Une du 23 août 1914 : la revue continue durant la guerre.
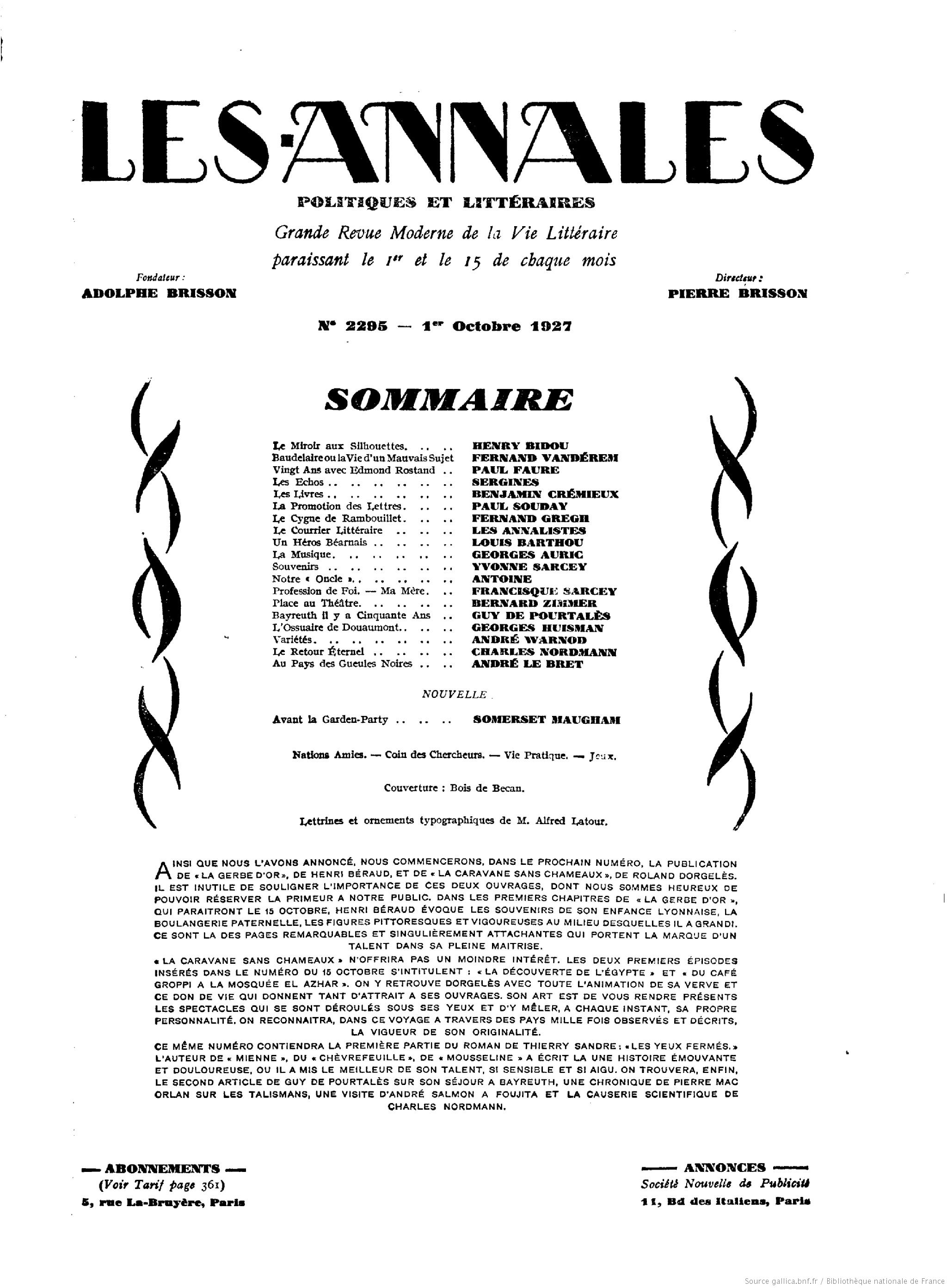
Sommaire du 1er octobre 1927.
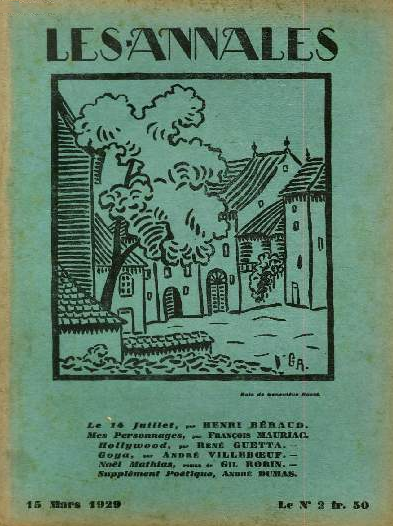
Une du 15 mars 1929 : bois de Geneviève Rozet.
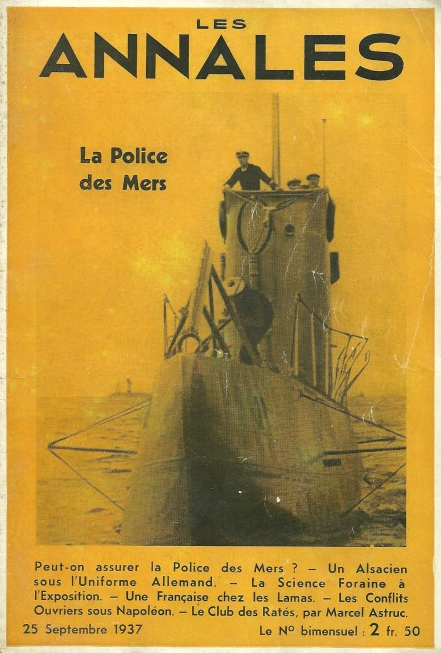
Une du 25 juillet 1937.